# Черепахи аж до низу (роман)
«Черепахи аж до низу» (англ. Turtles All the Way Down) — підлітковий роман американського письменника Джона Ґріна, опублікований 10 жовтня 2017 року імпринтом «Dutton».

## Створення
Розповідаючи про роман, Ґрін сказав: «Це моя перша спроба прямо написати про психічну хворобу, яка впливає на моє життя з дитинства, тож хоча ця історія вигадана, вона водночас дуже особиста».

## Сюжет
Шістнадцятирічна школярка Ейза Холмз (англ. Aza Holmes) живе у Індіанаполісі і хворіє на обсесивно-компульсивний розлад, який найчастіше проявляється як страх перед мікробіомом людини. Вона весь час переймається, що може підхопити інфекцію, особливо бактерію Clostridium difficile, і через це постійно відкриває мозолю на пальці, щоб позбутися можливих збудників хвороби. У Ейзи є двоє друзів: найкраща подруга Дейзі Рамірез, яка пише фанфіки про Зоряні війни, та художник-початківець Майкл.
Одного дня Ейза дізнається, що мільярдер та батько її старого друга Расселл Пікетт зник під час розслідування шайхрайства. За інформацію, яка зможе допомогти його арешту, пропонують винагороду у 100 тис. доларів, тому Дейзі вмовляє Ейзу розпочати власне розслідування його зникнення. Дівчата на каное пливуть до маєтку Пікетта, де їх помічає охоронець, який приводить їх до сина Расселла — Девіса.
Щоб вмовити їх припинити пошуки, Девіс дає Ейзі 100 тис. доларів, половину з яких вона віддає Дейзі. Після зустрічі, Девіс та Аза починають спілкуватися, а Дейзі у цей час починає романтичні відносини з Майклом. З часом Ейза приходить до висновку, що вона не може перебороти свій тривожний розлад, який заважає їй мати нормальні стосунки з Девісом. Вона знаходить блог Девіса, у якому він описує свої відчуття щодо зникнення батька та Ейзи.
Ейза вперше читає фанфіки Дейзі і розуміє, що її подруга використовує свої твори, щоб вимістити там своє роздратування щодо поведінки Ейзи. Їхні стосунки погіршуються, що призводить до сварки у автомобілі, через що дівчата потрапляють у аварію. Ейза декілька тижнів залишається у лікарні, де в неї стається панічна атака і вона непритомніє після того, як випиває антисептик для рук. Після одужання Ейзи, дівчата знову стають кращими подругами.
Ейза та Дейзі відвідують художню виставку, яка проводиться у незавершеній каналізаційній системі, будівництвом якої повинна була займатися компанія Пікетта. Подруги вирушають на прогулянку по каналізації, де розуміють, що мільярдер утік до цього самого місця. Вони помічають неприємний запах і підозрюють, що чоловік вже помер. Ейза розповідає Девісу про їхнє відкриття. Він анонімно повідомляє про це у поліцію, яка знаходить тіло Пікетта.
Через втрату батьків та домівки, бо Пікетт залишив усе майно своїй туатарі, Девіс з молодшим братом вирішують переїхати до Колорадо. Девіс та Ейза прощаються, і дівчина обмірковує своє майбутнє.

## Історія публікації
У грудні 2016 року Ґрін прочитав частину роману під час онлайн-трансляції Project for Awesome. Для захисту авторських прав книги, це відео не було архівоване і більше не доступне онлайн.
Протягом декількох місяців до публікації книги, Ґрін залишав різноманітні підказки у щотижневих відео YouTube-каналу Vlogbrothers, тож деякі члени спільноти Nerdfighteria працювали разом, щоб вирішити ці загадки та дізнатися більше інформації про роман.
У вересні 2017 року Ґрін опублікував відео на своєму каналі Vlogbrothers, у якому читає першу главу роману.

## Переклади українською
- Джон Ґрін. Черепахи аж до низу. пер. з англ. Марія Пухлій. — Київ: КМ-Букс, 2018. — 296 с. ISBN 978-617-7535-90-3 (Сучасний бестселер)[4]

## Сприйняття
Протягом перших годин після оголошення про майбутню публікацію роману вийшли прес-релізи у таких медіа-ресурсах як «The Washington Post», «BuzzFeed», «Bustle», «Publishers Weekly», «MTV», «Mashable», «Entertainment Weekly» і «Cultura Magazine», що свідчило про високий рівень очікування книги.
Роман отримав позитивні відгуки. Газета «Нью-Йорк таймс» похвалила книгу, назвавши її «неочікуваною та зворушливою» і написавши, що «не потрібно страждати, як Ейза, щоб ототожнити себе з нею. Потрібно лише бути людиною». Багато критиків відмітили талант Ґріна до чуйного спостереження, яке загострилося у цьому випадку ще й власним досвідом Ґріна з обсесивно-компульсивним розладом, який описується в романі. декілька оглядачів посилалися на зневажливе сприйняття дуже популярного зараз стилю Ґріна — «сумні підліткові книги», який з'явився після публікації його попереднього роману «Провина зірок», але хвалили «Черепахи аж до низу» за достатню правдивість та аутентичність, що перевершила ці уявні недоліки. «Вона часто виживає за рахунок кліше, але лише так як це роблять поп-пісні та епічні вірші, видобуваючи універсальне, щоб створити щось, що відповідає знайомим ритмам серця», — написав про книгу Метт Гейґ з газети «Гардіан», — «вона може бути новою сучасною класикою».

## Екранізація
У грудні 2017 року Ґрін оголосив, що триває розробка фільму-адаптації роману. Права на екранізацію отримала студія Fox 2000, підрозділ 20th Century Fox, продюсуванням займатиметься Temple Hill Entertainment, компанія, що працювала над створенням інших екранізацій творів Ґріна — «Винні зірки» і «Паперові міста». У травні 2018 року Ґрін підтвердив, що адаптацією роману займатимуться Айзек Аптейкер (англ. Isaac Aptaker) і Елізабет Бергер (англ. Elizabeth Berger), які також працювали над створенням телесеріалу «Це — ми» та фільму «З любов'ю, Саймон». У грудні 2019 року було оголошено, що режисером стане акторка Ганна Маркс.